# Ospedale partigiano Franja
L'ospedale partigiano Franja (in sloveno partizanska bolnica Franja) era un ospedale segreto attivo durante la seconda guerra mondiale a Dolenji Novaki (allora denominata ufficialmente Novacchi di Sotto), nei pressi di Circhina, nella Slovenia occidentale. Fu gestito dai partigiani sloveni dal dicembre 1943 alla fine della guerra, all'interno di un vasto movimento organizzato di resistenza alle forze di occupazione nazifasciste. I feriti che vi erano curati erano soldati appartenenti sia alle Forze Alleate, sia alle Potenze dell'Asse. La Wehrmacht tentò in più occasioni di scoprire la posizione dell'ospedale, senza successo. Oggi è un museo.
Il 18 settembre 2007 è stato pesantemente danneggiato da un'inondazione causata dalle forti piogge.
È stato interamente ricostruito nel 2010 e da allora è nuovamente aperto al pubblico.

## Storia

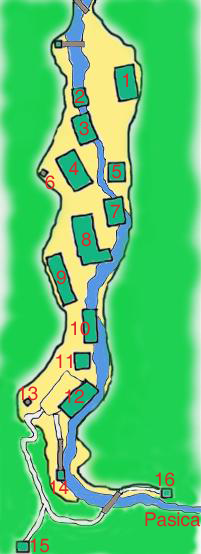
Pianta degli edifici dell'ospedale:
1. Stanza per i feriti, bunker
2. Stanza d'isolamento
3. Sala operatoria
4. Dormitorio per i dottori
5. Unità raggi X
6. Deposito barelle
7. Cucina
8. Stanza per i pazienti, mensa
9. Stanza per i pazienti, magazzini
10. Stanza per il personale
11. Bagno, lavanderia
12. Infermeria
13. Tanica d'acqua
14. Impianto elettrico
15. Deposito rifiuti medici
16. Bunker sulla gola di Pasica

Costruito dai partigiani sloveni sul terreno impervio della remota gola di Pasica, l'ospedale fu aperto nel dicembre 1943 e continuamente esteso fino a maggio 1945. Si trovava nel mezzo dell'Europa occupata dai tedeschi, a poche ore dall'Austria e nel cuore del Terzo Reich. Le attività militari tedesche rimasero frequenti nella regione per tutto il periodo di attività dell'ospedale. L'entrata era nascosta nella foresta, e l'ospedale poteva essere raggiunto soltanto attraverso dei ponti che potevano essere retratti quando il nemico era nelle vicinanze. Al fine di preservare il livello di segretezza necessario per permettere all'ospedale di operare, i pazienti venivano bendati durante il trasporto verso l'edificio; inoltre, l'ospedale era protetto da campi minati e postazioni di mitragliatrici. Data la sua posizione all'interno di una gola, gli alberi e gli edifici camuffati impedivano agli aerei di passaggio di vedere l'ospedale.
Il fondatore e primo costruttore fu Viktor Volčjak, ma l'ospedale assunse il nome del coordinatore, il medico Franja Bojc Bidovec, che vi lavorò a partire da febbraio 1944. Tra i medici in attività nell'ospedale vi fu anche l'italiano Antonio Ciccarelli. Estremamente ben equipaggiato per una struttura clandestina, l'ospedale rimase intatto fino alla fine della guerra. Era stato progettato per fornire cure e assistenza necessarie per un massimo di 120 pazienti alla volta, ma arrivò ad ospitarne fino a dieci volte tanto. La maggior parte dei pazienti erano partigiani feriti che non potevano rivolgersi agli ospedali regolari per il rischio di essere arrestati. L'ospedale rimase in attività fino al 5 maggio 1945. Divenne parte del Museo di Circhina nel 1963. Nel 1997, un'associazione americana di veterani premiò l'ospedale partigiano Franja per aver curato il pilota abbattuto Harold Adams.
Nel 2003 l'ufficio postale sloveno ha celebrato il sessantesimo anniversario dell'ospedale emettendo un francobollo a esso dedicato. L'ospedale è nella lista dei candidati per diventare patrimonio mondiale dell'umanità.